# Grand Theft Auto V
Grand Theft Auto V, скраћено GTA V је акционо-авантуристичка видео-игра смештена у отворени свет, коју је развио развојни тим Рокстар норта, а издавач је Рокстар гејмс. Игра ће, по први пут од Grand Theft Auto IV (2008), имати „велики“ наслов, и биће наставак фиктивног универзума који је био представљен кроз ту игру. Петнаеста игра у франшизи, смештена је у измишљеном граду Лос Сантосу, у савезној држави Сан Андреас, и његовом окружењу, базираним на савременом Лос Анђелесу и Јужној Калифорнији.
Према Рокстару, Grand Theft Auto V је њихова највећа симулација у отвореном свету до тад. Као што се види по дизајну броја V на логотипу игре, игра ће бити концентрисана на „жељу за новцем“ и „свемоћи новца“.
Као игра високих очекивања, Grand Theft Auto V званично је објављена 25. октобра 2011. Први рекламни видео који се појавио за Grand Theft Auto V, објављен је 2. новембра 2011. Прва демо верзија игре откривена је за штампу 11. октобра 2012. Други званични видео за GTA V објављен је 5. новембра 2012, а отпуштен 14. новембра 2012.
GTA V је објављен 17. септембра 2013. за PlayStation 3 и Xbox 360. Издање за  и  је објављено 18. новембра 2014. Издање за  је објављено 14. априла 2015 године. Издање за  и  је објављено 15. марта 2022.

## Игра
је акционо-авантуристичка игра играна из перспективе првог или трећег лица. Играч извршава мисије - линеарне сценарије са постављеним циљевима и тако напредују кроз причу. Ван мисија, играчи се могу слободно кретати кроз отворени свет којег чине рурални део фиктивне савезне државе Сан Андреас, који укључује Блејн Округ, и град Лос Сантос. Играч се може кретати светом без ограничења након прве мисије, али неки садржај постаје доступан тек након неких мисија.
Играчи користе нападе на близину, ватрено оружје и експлозиве за борбу против непријатеља, и могу трчати, скакати, пливати или користити возила да би се кретали кроз свет игре. Ради прилагођавања величини мапе, игра уводи типове возила одсутне у њеном претходнику Grand Theft Auto IV, као што су авиони са фиксним крилима. У борби, играч се може служити системима за заклањање и аутоматско циљање. Ако је играч повређен, његов мерач здравља ће постепено расти до половине. Уколико играч умре, поново ће се створити у оближњој болници. Ако играч почини злочин, повећаће му се „wanted” ниво, који мери ниво реакције агенција за спровођење закона. Уколико је играч довољно дуго ван видокруга полиције, изгубиће „wanted” ниво.
Игра омогућава играчима да контролишу три карактера: Мајкла де Санту, Тревора Филипса и Франклина Клинтона — криминалце чије се приче преплићу. Неке мисије морају бити завршене једним ликом, а неке дозвољавају да се управља осталим ликовима. Изван мисија, играчи могу да изаберу било ког лика, али у неким тренуцима приче неки ликови су недоступни за коришћење. Карактер у бирачу карактера ће бити означен црвеном бојом ако је тренутно у опасности и ако му треба помоћ, а белом ако има стратешку предност. Пљачке захтевају помоћ саучесника које контролише рачунар који имају посебне вештине попут хаковања. Ако саучесник преживи пљачку, добија проценат добијеног износа и постаје вештији. Неке пљачке се могу извести на више начина, углавном на неприметни начин или очигледни са извађеним оружјем.
Сваки лик има укупно осам мерача способности за одређене области као што су пуцање и вожња. Иако се вештине побољшавају кроз игру, сваки лик поседује вештину у којој је најбољи. Осма „специјална“ вештина одређује ефикасност у извођењу способности која је јединствена за сваки одговарајући карактер. Мајкл има ефекат успореног времена током борбе, Френклин успорава време док вози, а Тревор наноси двоструко више штете непријатељу док он прима дупло мање. Сваки лик има одређену количину времена током које може да користи своју специјалну вештину. Извођење радњи које су везане за специјалну вештину продужава време трајања вештине (нпр, Мајклу се време трајања вештине продужава када упуца непријатеља у главу, а Френклину када дрифтује).
Током кретања у свету игре, играч се могу укључити у специфичне активности, попут роњења, скакања са падобраном, одласка у биоскоп или стриптиз клуб. Сваки лик има паметни телефон којим може да контактира пријатеље, покрене активности и приступа интернету у игри. Интернет омогућава играчима да тргују акцијама преко берзе. Играчи могу купити некретнине као што су гараже и предузећа, надоградити оружје и возила у арсенал сваког карактера и прилагођавати њихов изглед куповином одеће, шишањем и тетовирањем.

## Прича
Мајкл Таунли, Тревор Филипс и Бред Снајдер учествују у неуспелој пљачки у Лудендорфу, 2004-е, након које Мајкл бива проглашен мртвим. Девет година касније, Мајкл живи са својом породицом у Лос Сантосу под именом Мајкл де Санта, након тајног договора са агентом федералног истражног бироа (FIB) Дејвом Нортоном. У другом делу града, гангстер Френклин Клинтон ради за корумпираног продавца аутомобила и упознаје Мајкла након што је покушао да на превару поврати неплаћен аутомобил његовог сина. Мајкл и Френклин се спријатељавају и када Мајкл сазна да је његова жена имала односе са својим тренером тениса, он и Френклин га јуре до виле, коју Мајкл уништава. Власник виле, наркобос Мартин Мадразо, тражи одштету. Са Мајкловим старим пријатељем, Лестером Крестом, хендикепираним хакером, Мајкл и Френклин пљачкају златару да би отплатили дугове. У међувремену, Тревор, који живи у приколици на ободу Лос Сантоса, сазнаје за пљачку и схвата да ју је Мајкл починио. Тревор је у то време веровао да је FIB убио Мајкла током пљачке у Лудендорфу. Тревор проналази Мајкла и враћа му се у живот.
Током времена, животи протагониста измичу контроли. Мајклово криминално понашање доводи до тога да га породица напусти. Када Мајкл постане филмски продуцент, долази у сукоб са Девином Вестоном, милијардером који покушава да уништи Мајклов студио. Мајкл осујећује његове планове и случајно убија његовог асистента, након чега се Девин заклиње на освету. У међувремену, Френклин спашава Ламара Дејвиса од њиховог старог пријатеља, садашњег ривала Харолда „Стреча” Јозефа, који покушава да их убије да би се доказао новој банди. Истовремено, Тревор покушава да преузме контролу над разним црним тржиштима у Блејн Округу, борећи се против бајкерског клуба Лост, Латиноамеричких банди, противничких дилера спида, приватне војске Мериведер и вође тријада Веј Ченга.
Повратком у криминал, Мајкл је прекршио договор са Дејвом, због чега га Дејв и његов надређени, Стив Хејнс, приморавају да са Френклином и Тревором извршава операције да би саботирали агенцију за међународне послове (IAA). Под Стивовим вођством и уз Лестерову помоћ, нападају конвој који је превозио новчана средства за IAA и краду експериментално хемијско оружје из IAA лабораторије. Пошто се Стив налази под све већим надзором, он тера Мајкла и Френклина да избришу све доказе против њега са FIB сервера. Мајкл користи прилику да обрише податке о својим активностима да би зауставио Стивове уцене.
Након што се помирио са породицом, Мајкл планира своју последњу пљачку са Тревором, Френклином и Лестером: напад на резерве злата Union Depository банке. Међутим, Тревор открива да Бред није у затвору, како је мислио, већ да је убијен током пљачке у Лудендорфу и сахрањен у Мајкловом гробу. Закључујући да је пљачка била намештаљка и да је он требао бити убијен уместо Бреда, Тревор оставља Мајкла да се бори са Ченговим тријадама. Френклин спашава отетог Мајкла, али Треворово се осећа издано, што прети да угрози последњу пљачку. У међувремену, Стив издаје Мајкла и Дејва, након чега се налазе у сукобу између FIB, IAA и Мериведера. Мајкла и Дејва спашава Тревор који је ипак одлучио да учествује у пљачци после које ће се растати са Мајклом.
Пљачка Union Depository банке се успешно завршава, али Френклина посећују Стив и Дејв, који сматрају да је Тревор превелика одговорност, и Девин, који жели да се освети Мајклу. Френклин има три могућности: убити Тревора, убити Мајкла, или покушати да спасе обојицу у самоубилачкој мисији. Уколико Френклин одлучи да убије Мајкла или Тревора, он прекида контакт са пријатељем ког је поштедео и враћа се старом животу. У супротном, њих тројица, уз помоћ Ламара и Лестера, се боре са FIB и Мериведером, након чега убијају Ченга, Стреча, Стива и Девина. Мајкл и Тревор се помирују, и тројица протагониста престају да раде заједно, али остају пријатељи.

## Развој
Рокстар Норт почео је да развија Grand Theft Auto V, 2008. године, у време изласка Grand Theft Auto IV. На развоју игре је радио тим од преко 1.000 људи, укључујући главни тим Рокстар Норта и особље из Рокстар Гејмсових студија широм света. Софтвери Euphoria и Bullet руководе симулирањем и анимирањем физичких објеката. Након што су се упознали са хардвером PlayStation 3 и Xbox 360 правећи претходне игре, Рокстар је искористио графичке могућности конзола више него у претходним играма. Процене аналитичара стављају комбиновани развојни и маркетиншки буџет игре на више од 170 милиона фунти (197 милиона евра или 22 милијарду динара), што је чини најскупљом игром направљеном до тад.
Отворени свет је заснован на Јужној Калифорнији и Лос Анђелесу, а његов дизајн у игри представља велики део раног рада на игри. Кључни чланови тима за производњу игара започели су истраживања на терену у целом региону и документовали своје истраживање фотографијама и видео снимцима. Пројекције Лос Анђелеса на Гугл Мапама помогле су у пројектовању путних мрежа Лос Сантоса. Да би успешно репродуковали демографски распон Лос Анђелеса, тим је проучавао податке из пописа и гледао документарце о граду. Тим сматра да је креирање света игре био технолошки најзахтевнији део продукције игре.
Основни циљ дизајна од самог почетка био је иновирање на структури језгра серије давањем играчима контролу над три карактера уместо само једног. Ова идеја је настала током развоја Grand Theft Auto San Andreas-а, али су је ограничења тадашњих конзола учинила недостижном. Након што је 2009. године развио две експанзије за Grand Theft Auto IV са новим протагонистима, тим је желео да базира Grand Theft Auto V око три истовремено контролисана протагониста. Тим је сматрао да је ова игра духовни наследник многих њихових претходних игара и дизајнирао ју је да побољша многе механике игре. Они су покушавали да унапреде акцију рафинирали су механизам пуцања и систем за заклањање, и побољшали су механику вожње како би олакшали контролисање возила у односу на Grand Theft Auto IV.
Након аудиција, Нед Лук, Шон Фонтено и Стивен Ог су изабрани да глуме Мајкла, Френклина и Тревора. Њихове перформансе углавном су снимљене технологијом за снимање покрета, а дијалог у сценама које се одвијају у возилима забележен у студијима. Игра има оригиналну музику, коју је компоновао тим продуцената током неколико година. Такође се користи лиценцирана музика. Тим је лиценцирао више од 241 нумере које се деле између петнаест радио станица, са додатне две радио станице које емитују ток-шоу емисије. Неке од нумера су написане посебно за игру, као што је оригинални рад репера и продуцента Flying Lotus-а састављеног за радио станицу „FlyLo FM” на којој је он водитељ.

### Излазак Игре
Игру је први пут најавио Рокстар Гејмс 25. октобра 2011. Недељу дана касније су избацили први трејлер за игру, уз званично саопштење које је потврдило поставку игре. Новинари су приметили да је ово саопштење изазвало широко распрострањено ишчекивање у индустрији игара које су приписали културном значају франшизе. Рокстар је пропустио оригинални датум изласка у другом кварту 2013, након чега су померили излазак игре за 17. септембар ради даљег дотеривања игре. Да би подстакли продају пре изласка, Рокстар је сарађивао са неким малопродајним радњама како би направио специјално издање са додатним могућностима у игри. Направили су вирални сајт за фиктивни култ из серијала, „Епсилон Програм”, који је корисницима пружио прилику да се појаве у игри као чланови култа.
Поновни излазак игре за Microsoft Windows, PlayStation 4 и Xbox One је најављен на E3 сајму видео игара 2014. године. Ова верзија игре садржи повећано растојање цртања објеката, детаљније текстуре, повећану количина возила на улицама, побољшане временске прилике и нови дивљи живот. Она укључује и могућност играња из перспективе првог лица, што је захтевало да развојни тим преправи систем за анимације. Верзије за PlayStation 4 и Xbox One су објављене 18. новембра 2014. Верзија за Microsoft Windows је првобитно била заказана да буде објављена у исто време кад и верзије за конзоле, али је одложена до 15. априла 2015. Према Рокстару, било је неопходно додатно време за „дотеривање игре”. Верзија игре за личне рачунаре је способна за 60 фрејмова у секунди на 4К резолуцији, и садржи Rockstar Editor који омогућава играчима да снимају и уређују снимке игре. Игра је оригинално требала да добије екстензију, али је та екстензија отказана да би се тим могао фокусирати на Grand Theft Auto Online и Red Dead Redemption 2.
Нова верзија, позната као „Проширена и Побољшана” (Expanded & Enhanced), је најављена Јуна 2020. Објављена је 15. марта 2022. за PlayStation 5 и Xbox Series X/S и садржи разна техничка побољшања. Трејлер за ову верзију објављен септембра 2021. се суочио са критикама и постао је један од видеа са највише дислајкова на Јутјуб каналу Плејстејшна. Новинари су приметили да су љубитељи игре били фрустирирани што се Рокстар фокусира на Grand Theft Auto V уместо на друге пројекте попут нове Grand Theft Auto игре, као и недостатком већих промена у овој верзији.

### 
је онлајн игра развијена заједно са Grand Theft Auto V, и замишљена као засебна игра. До 30 играча може да се креће светом игре и да заједно игра мисије, које могу имати причу или могу служити за борбу између играча. Алатке за стварање садржаја омогућавају играчима да стварају сопствене мисије, попут трка. Играчи могу да се удруже у организоване тимове зване посаде да би могли да завршавају мисије заједно.
Grand Theft Auto Online је лансиран 1. октобра 2013, две недеље након Grand Theft Auto V. Многи играчи су се жалили на проблеме са повезивањем и замрзавањем екрана током учитавања игре. Рокстар је објавио исправку за игру 5. октобра у покушају да исправи проблеме. Неки играчи су пријављивали како су им ликови и напредак бивали брисани. Још једна исправка је била објављена 10. октобра и Рокстар је понудио GTA$500.000 (валута у игри) свим играчима који су до тад играли Grand Theft Auto Online као одштету. Због многих техничких проблема након лансирања, многе рецензије су жалиле на лоше искуство у игри, али су препознали отворено истраживање света и динамички садржај као снаге игре.
Grand Theft Auto Online редовно добија нове садржаје бесплатним ажурирањама. Нека ажурирања додају нове мисије и могућности, а нека додају тематски садржај. Дугоочекивано ажурирање са пљачкама за више играча је лансирано 10. марта 2015. и изазвало је кратке техничке проблеме због повећаног броја играча. Убрзо након изласка игре за Microsoft Windows, неким играчима је било забрањено играње Grand Theft Auto Online-а јер су користили графичке модификације у моду за једног играча. У званичном Рокстаровом блогу је саопштено да никоме није било забрањено играње Grand Theft Auto Online-а због кориштења модификација у моду за једног играча, али да су неке исправке имале „случајно” онемогућиле кориштење таквих модификација. Изјавили су да је кориштење модификација недозвољено и да може да изазове непредвиђене техничке проблеме.

## Пријем

### Почетно издање
је добио мноштво похвала. Метакритик, који додељује нормализовану оцену у опсегу од 0 до 100, је израчунао просечан резултат од 97 до 100 на основу 50 рецензија за  верзију и 58 рецензија за  верзију. Игра је пета по највишој оцени „Метакритика“, и дели то место са неколико других игара. Рецензентима се свидела формула са више главних карактера, дизајн пљачки, мисије и презентација, али неки се нису сложили са квалитетом приче и ликова. Кеза МакДоналд је за IGN назвала је Grand Theft Auto V "једном од најбољих видео игара икада направљених". Еџ је написао да је игра „изузетно достигнуће“ у дизајну отвореног света и приповедању прича, док ју је Том Хигинс за Дејли телеграф прогласио „огромним подвигом техничког инжењерства“. Постала је тек друга западњачка развијена игра која је награђена савршеним резултатом из јапанског видео магазина „Famitsu”.
Џеф Герстман сматрао је пљачке добродошлим одступањима од типичне структуре мисија. Брамвел их је упоредио са „блокбастер сетовима“. Joystiq је осећао да су креативност и методички приступ подстакнути. Крис је упоредио брзо мењање карактера током „пљачке“ са „уређивањем филмова, где играч служи као уредник, који брзо прелази на најинтересантнију перспективу за сваки тренутак“. Енди Кели је осећао да је дизајн мисија целокупно био разноврснији у односу на своје претходнике.
Брамвел је сматрао да је систем расвете највећи напредак у игри. Званични „Xbox магазин“, је објавио да је ова игра „вероватно највеће техничко достигнуће Xbox-а 360” и изненађен је што конзола може да прикаже отворени свет. Рецензенти су похвалили дизајн отвореног света, а неки су додатно похвалили игру за претварање географије Лос Анђелеса у добро дизајнирани градски простор Лос Сантоса. Званични PlayStation магазин је направио добро поређење између Лос Сантоса и Либерти Ситија из Grand Theft Auto IV. Репарез је осећао да је Лос Сантос надмашио „сиви и крхки“ Либерти Сити. Рецензенти су похвалили сатиру савремене америчке културе.
Џим Стерлинг је дизајн звука назвао „беспрекорним“ и похвалио перформансе глумаца, оригиналну музику и употребу лиценциране музике. Похваљен је одабир музике и осетили да је оригинална музика повећала драматичну тензију током мисија. Еџ је рекао да је лиценцирана музика побољшала „већ изузетан осећај за простор“ и да је оригинална музика побољшала атмосферу играња.
Многи рецензенти сматрају да су возила на копну респонзивнија и лакша за контролу него у претходним играма. Game Informer је објаснио да „аутомобили имају прави осећај тежине, док задржавају агилност неопходну за навигацију кроз саобраћај при великим брзинама“. Поред руковања возилима, већина рецензената је приметила да је механика пуцања јача него у претходним играма, али је Стерлинг сматрао да је, упркос побољшањима, аутоматско циљање „непоуздана”, а да је систем за заклањање „застарео и незграпан”. Неки рецензенти осећали су да је игра решила континуирани проблем додавањем опције да се мисија настави из момента током мисије, уместо само од почетка мисије.
Неки су осетили да прича није тако добро написана као претходне Рокстарове игре и наводили су предности прича Grand Theft Auto IV и Red Dead Redemption-а. Матос је објаснио непостојање протагониста за њега и сматрао амбивалентност између Мајкла и Тревора досадним јер њихов конфликт је прерастао у „наизглед бескрајан циклус“.

### Друго издање
Друго издање Grand Theft Auto V, је такође добило критичко признање. Метакритик је израчунао просечан резултате од 97 од 100 на основу 66 рецензија за  верзију и 14 коментара за верзију Xbox One и 96 од 100 на основу 48 коментара за ПЦ верзију.
Марк Валтон је открио да је играње из перспективе првог лица повећало утицај насиља у игри, што је учинило да више размисли о моралу и мотивацијама карактера. Степлтон је рекао да је игра имерзивнија у перспективи првог лица, стварајући „изненађујуће другачије искуство“. VideoGamer.com је похвалио „финије детаље“ у анимацијама првог лица, као што је нагињање камере када играч скреће на мотору или навигацијске инструменте у авионским кабинама.
Валтон је мислио да су побољшања графике учинила отворени свет „још спектакуларнијим“. О перспективи из првог лица, он је рекао да „са тла све изгледа више и импозантније“ због побољшане графике. Степлтон је фаворизовао графику за PlayStation 4 верзију преко графике за Xbox One, али мисли да обе конзоле добро рендерују игру и одржавају доследни фрејмрејт. Похвалио је повећани фрејмрејт и графичке опције које су понуђене у верзији за рачунаре. VideoGamer.com је рекао да је фрејмрејт на верзији за конзоле толико конзистентан да је „једва уверљив”, иако је Валтон споменуо повремене пропусте кадрова. Стелтон је ценио прилагодљиве контроле верзије за рачунаре, а Браун је сматрао да је константно пребацивање између миша и тастатуре неопходно за „најбоље искуство“.

### Похвала
Игра се појавила на неколико годишњих листа најбољих игара у 2013. години, при чему је добила награде од независног новинара Тома. Различити елементи у игри су признати наградама. Двоје ликова, Тревор и Ламар, добили су бројне номинације за најбољи карактер, музика је такође добила награде. Игра је добила и бројне друге награде.

### Продаја
У року од 24 часа од пуштања у рад, Grand Theft Auto 5 је остварио више од 800 милиона америчких долара у светским приходима, што представља приближно 11,21 милиона продатих примерака. Бројеви су скоро удвостручили очекивања аналитичара за наслов. Три дана након издавања, игра је премашила милијарду долара у продаји, што је чини најбржим и најпродаванијим забавним производом у историји. Шест недеља након објављивања, Рокстар је испоручио скоро 29 милиона копија игре малопродајним компанијама. Дана 7. октобра 2013. игра је постала најпродаваније дигитално издање на PlayStation 3. Премашила је седам Гинисових рекорда 8. октобра: за најпродаванију видео игру у року од 24 сата, најпродаванију акцијску игру у 24 часа, највећу зараду за видео игрице у року од 24 сата, најбржу видео игру која вреди до бруто милијарду долара, највећи приход остварен забавним производом у року од 24 сата... Дигитална верзија је објављена 18. октобра за Xbox 360, која је до маја 2014 остварила преко 1,98 милијарди долара прихода. Од августа 2014. године игра је продала више од 34 милиона јединица продавницама за PlayStation 3 и Xbox 360. До децембра 2014. игра је била испоручена у више од 45 милиона примерака, укључујући 10 милиона примерака обновљене верзије. Игра је генерисала преко 6 милијарди америчких долара до априла 2018. године, што је чини најпрофитабилнијим забавним производом свих времена. Јуна 2023, продано је више од 185 милиона примерака широм света, што је Рокстару донело укупно 8 милијарду америчких долара.

## Контроверзе
У мисији „By the Book”, играч врши тортуру над таоцем током испитивања, што су рецензенти оценили као критику коришћења тортуре од стране Америчке владе, али су сматрали да је мисија у лошем укусу.
Игра је постала предмет широко распрострањене дебате на интернету о њеном приказу жена, нарочито након револуције против новинарке Каролин Петит која је тврдила да је игра била мизогинистичка у њеном погледу. После Петитове веб презентације која је добила више од 20.000 углавном негативних коментара, многи новинари су изнели своје мишљење. Телевизијска личност Карен Гравано и глумица Лохан поднели су тужбе против Рокстара, али њихове тужбе су касније одбачене.
Аустралијски ланци продавница Target и Kmart су престали да продају игру децембра 2014. након што је петиција на сајту Change.org против приказивања насиља према женама у игри достигла 40.000 потписа.
Игра је критикована и због приказа Трансродних особа као сексуалних радника са мишићавим телима. У издању игре објављеном у априлу 2022. за PlayStation 5 и Xbox Series X/S је уклоњена већина садржаја везаног за трансродне сексуалне раднике осим њихових модела.

## Наслеђе
Критичари су се сложили да је Grand Theft Auto V једна од најбољих игара за седму генерацији конзола и у одличном стању пре појаве осме генерације. Симон Милер је то сматрао „коначном игром за овај циклус конзоле“, који би „бацао дугу сенку на следећу“. Три дана након изласка, игра је на другом месту -ове листе „Најбољих 25 Игара за Xbox 360”. Уредник Рајан је сматрао да је отворени свет и ниво детаља надмашио већину других игара за Xbox 360. Он је назвао игру „тријумфом и за играче и за сам медиј, и заслужује његов бескрајни успех“.
Јуна 2014. игра се нашла на трећем месту -ове листе „Игре Једне Генерације: Ваших Топ 100”, на којој су гласали читаоци сајта. У августу, је трећи на Game Informer-овој листи „Топ 10 Акционих Игара Генерације“. Они су упоређивали квалитет игре са оним у односу на своје претходнике, и сматрају да је због ансамбл карактера, различите мисије и Grand Theft Auto Online заменио пласман Grand Theft Auto IV на списку. Писали су о апсурдној драми и пространости отвореног света и нису „жалили ни једну секунду“. У 2015. је била игра о којој се највише твитовало, иако је објављена више од годину дана раније.
Рокстар је у фебруару 2022. потврдио да је следећа игра у серијалу у развоју.

### Коришћење у истраживању
Истраживачи из Универзитета Бригам Јанг и школе бизниса Универзитета у Британској Колумбији су спровели истраживање у сарадњи са програмерима LSPDFR, модификације за игру која дозвољава играчима да буду у улози полицајца, са циљем да истраже понашање играча у ситуацијама у којима могу да спроводе закон. Истраживање је укључивало анкету и опционо прикупљање података о игрању са модификацијом. Истраживање се завршило и резултати бивају анализирани. Игра је такође коришћена у истраживању Intel Labs-а где су презентовали начин да се побољша графика игре неуронским мрежама.